# جامعة كاميرينو
جامعة كاميرينو (بالإيطالية: Università degli Studi di Camerino)‏ هي جامعة تقع في مدينة كاميرينو ، وهي إحدى أفضل الجامعات في إيطاليا، يدرس فيها أقل من 10000 طالب حسب ترتيب الدليل الإحصائي الجمهوري لعامي 2011 و2012. تعتبر جامعة كاميرينو أقدم سادس عشر جامعة في العالم ويُدّعى بأنها تأسست عام 1336، لكن الاعتراف الرسمي بها من قبل البابا كان عام 1727. ويشار إلى أنها تضم خمس كليات.

## الهيكل التنظيمي
تضم الجامعة خمس كليات على النحو التالي:
- كلية هندسة العمارة، وتوجد في أسكولي بيتشينو.
- كلية التشريع.
- كلية الصيدلة.
- كلية العلوم والتكنولوجيا.
- كلية الطب البيطري، وتوجد في ميتاليكا.